# Cupa României 1942/43
Der Cupa României im Jahr 1943 war das zehnte Turnier um den rumänischen Fußballpokal und das letzte, bevor der Spielbetrieb aufgrund des Zweiten Weltkrieges eingestellt werden musste. Sieger wurde CFR Turnu Severin, das sich im Finale gegen Sportul Studențesc durchsetzen konnte. Titelverteidiger Rapid Bukarest war im Halbfinale ausgeschieden.

## Modus
Es wurde zunächst jeweils nur eine Partie ausgetragen. Stand diese nach 90 Minuten unentschieden, folgte eine Verlängerung von 30 Minuten. Erst wenn diese ebenfalls unentschieden endete, wurde ein Rückspiel ausgetragen, um eine Entscheidung herbeizuführen. Endete auch das Rückspiel nach Verlängerung unentschieden, wurde so lange das Heimrecht getauscht, bis ein Sieger feststand.

## Sechzehntelfinale
| Datum          |                                | Ergebnis             |                          |
| -------------- | ------------------------------ | -------------------- | ------------------------ |
| 18. April 1943 | Gloria Arad                    | 3:1 (1:1)            | Minerul Lupeni           |
|                | Juventus Bukarest              | 5:1 (3:1)            | Carmen Bukarest          |
|                | Venus Bukarest                 | 2:2 n. V. (2:2, 1:0) | Unirea Tricolor Bukarest |
|                | Textila Buhuși                 | 0:4 (0:3)            | Gloria CFR Galați        |
|                | Corvinul Deva                  | 5:1 (2:1)            | Mica Brad                |
|                | Dacia Vasile Alecsandri Galați | 1:9 (0:3)            | FC Brăila                |
|                | Vulturii Iași                  | 0:4 (0:2)            | Dragoș Vodă Cernăuți     |
|                | Vulturii Textila Lugoj         | 1:2 (0:1)            | FC Craiova               |
|                | Vitrometan Mediaș              | 1:2 (0:2)            | Universitatea Sibiu      |
|                | Jiul Petroșani                 | 9:0 (3:0)            | Unirea MV Alba Iulia     |
|                | Prahova Ploiești               | 3:5 (3:3)            | Sportul Studențesc       |
|                | SSM Reșița                     | 1:2 n. V. (1:1, 0:1) | CFR Turnu Severin        |
|                | Arsenal Sibiu                  | 1:0 (1:0)            | ACFR Brașov              |
|                | Ripensia Timișoara             | 2:3 n. V. (2:2, 2:0) | UDR Reșița               |
|                | Oltul Turnu Măgurele           | 2:5 (1:0)            | Rapid Bukarest           |
|                | Malaxa Tohanu Vechi            | 0:3 1                | FC Ploiești              |
| 11. Mai 1943   | Unirea Tricolor Bukarest       | 2:0 (0:0)            | Venus Bukarest           |

## Achtelfinale
| Datum        |                      | Ergebnis   |                          |
| ------------ | -------------------- | ---------- | ------------------------ |
| 16. Mai 1943 | FC Brăila            | 1:1 (1:0)  | Gloria CFR Galați        |
|              | Rapid Bukarest       | 4:0 (1:0)  | Juventus Bukarest        |
|              | Sportul Studențesc   | 4:1 (2:1)  | Unirea Tricolor Bukarest |
|              | Dragoș Vodă Cernăuți | 0:4 (0:1)  | FC Ploiești              |
|              | FC Craiova           | 1:1 (1:1)  | CFR Turnu Severin        |
|              | Corvinul Deva        | 2:4 (1:2)  | Jiul Petroșani           |
|              | UDR Reșița           | 3:0 1      | Gloria Arad              |
|              | Universitatea Sibiu  | 10:1 (4:1) | Arsenal Sibiu            |

## Viertelfinale
| Datum          |                    | Ergebnis  |                     |
| -------------- | ------------------ | --------- | ------------------- |
| 20. Juni 1943  | Jiul Petroșani     | 2:1 (1:1) | FC Ploiești         |
|                | CFR Turnu Severin  | 3:0 (1:0) | Universitatea Sibiu |
| 1. August 1943 | Sportul Studențesc | 2:1 (1:0) | UDR Reșița          |
| 2. August 1943 | Rapid Bukarest     | 3:1 (2:1) | Gloria CFR Galați   |

## Halbfinale
| Datum          |                    | Ergebnis  |                |
| -------------- | ------------------ | --------- | -------------- |
| 9. August 1943 | Sportul Studențesc | 2:1 (1:1) | Rapid Bukarest |
|                | CFR Turnu Severin  | 2:1 (2:1) | Jiul Petroșani |

## Finale
| Paarung            | CFR Turnu Severin – Sportul Studențesc |
| Ergebnis           | 4:0 (2:0) |
| Datum              | 15. August 1943 |
| Stadion            | Stadionul ANEF, Bukarest |
| Zuschauer          | 9.000 |
| Schiedsrichter     | Emil Kroner (Bukarest) |
| Tore               | 1:0 Ludwig (32.) 2:0 Nicolae Reuter (34.) 3:0 Nicolae Reuter (58.) 4:0 Ludwig (83.) |
| CFR Turnu Severin  | Dumitru Pavlovici, Ioan Oprean, Vasile Felecan, Mureșan, Pârjol, Rusalin Marcu, Vidan, Iosif Cosma, Ludwig, Teodor Felecan, Nicolae Reuter                                                          |
| Sportul Studențesc | Valentin Stănescu, Gheorghe Teodorescu, Nicu Virgil, Gheorghe Constantinescu Grecu, Alexandru Drăgan, Alexandru Pricop, Titi Dumitrescu, Gheorghe Popescu, Constantin Rădulescu, Nicolae Dumitrescu |